# George Lammie
George Lammie, britanski general, * 1891, † 1946.